# IJmuidens
Het IJmuidens is de volkstaal van de plaats IJmuiden (gemeente Velsen). Het is een Hollands dialect, dat in de Kennemerlandse groep valt.
Anders dan de dialecten van oudere vissersplaatsen als Katwijk aan Zee, Zandvoort en Egmond aan Zee - IJmuiden is pas in de negentiende eeuw gesticht - wijkt het dialect niet bijzonder sterk af van de standaardtaal of van de omringende dialecten. Wel hadden de IJmuider vissers tot ver in de twintigste eeuw een geheimtaal, die bestond uit het eenvoudigweg omdraaien van woorden. Deze geheimtaal werd vooral gebruikt om concurrerende vissers van andere plaatsen uit te sluiten, bijvoorbeeld als het gesprek ging over waar er veel vis te vangen was. Tegenwoordig beheerst vrijwel niemand dit IJmuidens meer. Het gewone dialect wordt nog wel door jongeren gebruikt.